# San José de Barlovento
San José de Barlovento – miasto w Wenezueli, w stanie Miranda, w regionie Llanura de Barlovento, centrum administracyjne gminy Andrés Bello. Miasto w 2015 roku zamieszkiwało 21290 mieszkańców.